# Rudolf Kratochwill
Rudolf Kratochwill (* 14. November 1898 in Brünn, Österreich-Ungarn; † 1974 in München) war ein deutscher Versicherungsmathematiker und Versicherungsmanager.

## Leben
Nach dem Ende des Ersten Weltkrieges studierte Rudolf Kratochwill an der Deutschen Technischen Hochschule Brünn Versicherungsmathematik. Dort wurde er 1919 beim Corps Marchia Brünn rezipiert. 1923 wechselte er nach Hamburg und schloss sich dort dem Corps Suevo-Borussia an. Nach Abschluss des Studiums als Diplom-Versicherungsmathematiker begann er seine berufliche Laufbahn in der Versicherungswirtschaft. 1930 war er Chefmathematiker und Mitglied des Vorstandes der Deutscher Ring Lebensversicherung. Seit Frühjahr 1932 gehörte Kratochwill der rechtselitären Gesellschaft zum Studium des Faschismus als ordentliches Mitglied an. Er war außerdem Mitglied der NSDAP.
Kratochwill wurde 1935 Generaldirektor des Deutschen Rings, vor 1933 im Besitz des Deutschnationalen Handlungsgehilfen-Verbandes und nunmehr ein Unternehmen der nationalsozialistischen Deutschen Arbeitsfront. In den Selbstverwaltungsorganen der Versicherungswirtschaft leitete er die Wirtschaftsgruppe Lebens- und Krankenversicherung und den Beirat des Reichsaufsichtsamtes für Privatversicherung.
Nach dem Zweiten Weltkrieg wechselte er in den Gerling-Konzern, dem er bis zu seiner Pensionierung als Vorstand angehörte.